# 京急田浦站
京急田浦站（日语：／ Keikyū-taura eki */?）是位於日本神奈川縣橫須賀市船越町，屬於京濱急行電鐵本線的鐵路車站。車站編號是KK55。本站位於東日本旅客鐵道（JR東日本）橫須賀線田浦站的東南面，直線距離達1.5公里以上。

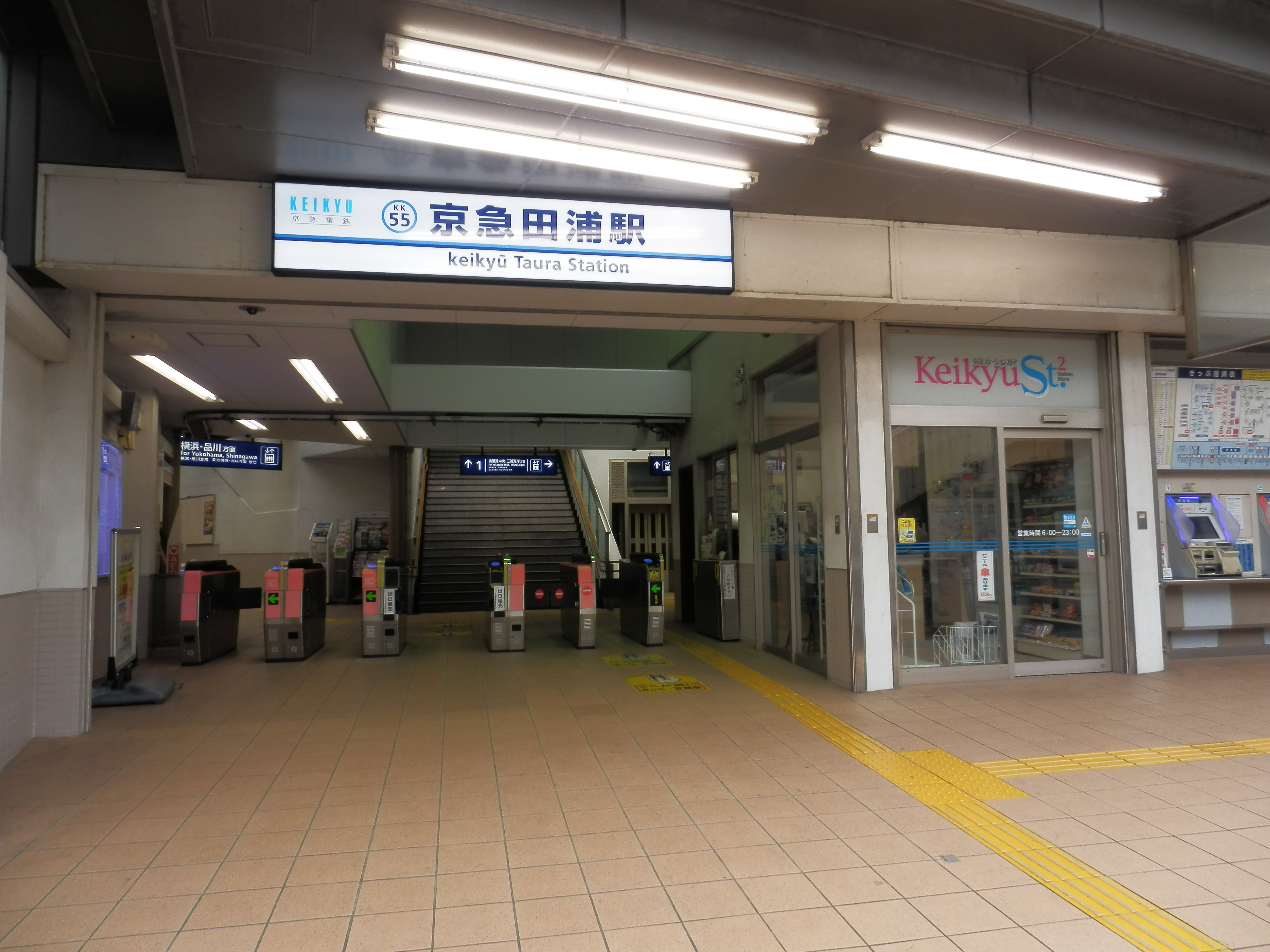
驗票閘口（2019年1月）

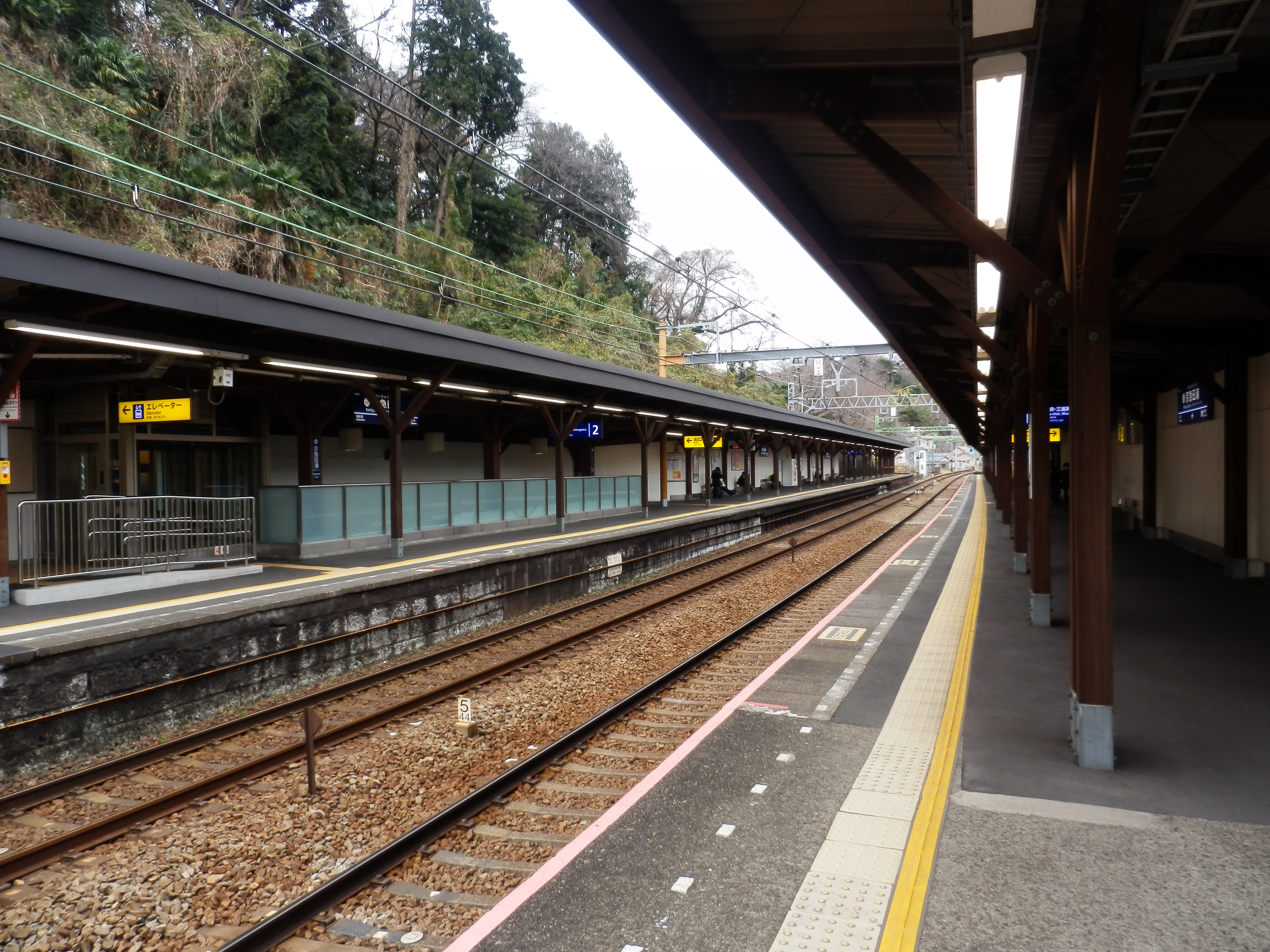
月台（2019年1月）

## 歷史
- 1930年（昭和5年）4月1日 - 湘南電氣鐵道湘南田浦站開業[1]。站名前冠上湘南以便與鐵道省（之後的日本國有鐵道）田浦站區隔。
- 1941年（昭和16年）11月1日 - 湘南電氣鐵道與京濱電氣鐵道合併，本站成為京濱電氣鐵道車站[1]。
- 1942年（昭和17年）5月1日 - 京濱電氣鐵道與東京橫濱電鐵合併[1]。本站成為東京急行電鐵（大東急）車站[1]。
- 1948年（昭和23年）6月1日 - 京濱急行電鐵成立，本站為該公司車站[1]。
- 1963年（昭和38年）11月1日 - 更名為京濱田浦站[1]。
- 1987年（昭和62年）6月1日 - 更名為京急田浦站[1]。
- 2009年（平成21年）2月 - 2007年（平成19年）起進行的站房改善工程完工[3]。

## 車站結構
本站為高架車站，月台在土堤上，有效長度對應6輛編組，配置為側式月台2面2線構造。站房位於月台下方。本站自2007年開始進行大規模改良工程，於2009年2月完工。除了月台拓寬、站房改建外，還新設大廳與月台之間的電梯以及多功能廁所。站內的站名標等改為LED式，月台柱也改為木製。本站的簡易自動廣播分別由1號線的關根正明，以及2號線的大原沙耶香配音。

### 月台配置
| 月台 | 路線 | 方向 | 目的地                                     |
| ---- | ---- | ---- | ------------------------------------------ |
| 1    | 本線 | 下行 | 橫須賀中央、京急久里濱、浦賀、三浦海岸方向 |
| 2    | 本線 | 上行 | 橫濱、京急川崎、羽田機場、品川、新橋方向   |

## 使用情況
2016年度1日平均上下車人次為12,899人，京急線全部72個車站當中排行第51位。
近年1日平均上下車人次與上車人次的推移如下表。
| 年度               | 1日平均 上下車人次 | 1日平均 上車人次 | 來源     |
| ------------------ | ------------------ | ---------------- | -------- |
| 1995年（平成07年） |                    | 7,353            | [ * 1 ]  |
| 1998年（平成10年） |                    | 7,116            | [ * 2 ]  |
| 1999年（平成11年） |                    | 6,920            | [ * 3 ]  |
| 2000年（平成12年） |                    | 7,105            | [ * 3 ]  |
| 2001年（平成13年） |                    | 7,190            | [ * 4 ]  |
| 2002年（平成14年） |                    | 7,236            | [ * 5 ]  |
| 2003年（平成15年） | 14,992             | 7,418            | [ * 6 ]  |
| 2004年（平成16年） | 15,023             | 7,428            | [ * 7 ]  |
| 2005年（平成17年） | 15,064             | 7,468            | [ * 8 ]  |
| 2006年（平成18年） | 14,593             | 7,239            | [ * 9 ]  |
| 2007年（平成19年） | 14,351             | 7,103            | [ * 10 ] |
| 2008年（平成20年） | 14,291             | 7,128            | [ * 11 ] |
| 2009年（平成21年） | 14,544             | 7,241            | [ * 12 ] |
| 2010年（平成22年） | 14,218             | 7,078            | [ * 13 ] |
| 2011年（平成23年） | 13,878             | 6,913            | [ * 14 ] |
| 2012年（平成24年） | 13,694             | 6,830            | [ * 15 ] |
| 2013年（平成25年） | 13,811             | 6,884            | [ * 16 ] |
| 2014年（平成26年） | 13,219             | 6,597            | [ * 17 ] |
| 2015年（平成27年） | 13,180             | 6,566            | [ * 18 ] |
| 2016年（平成28年） | 12,899             |                  |          |

## 車站週邊
本站位於靠近海岸的丘陵地中。車站周邊以住宅區為主。北側有國道16號線通過，沿線商店較多。國道對側的臨海地帶多工廠與港灣設施。
- 田浦梅林（日语：田浦梅林）
- 神奈川縣田浦警察署（日语：田浦警察署）
- 長浦港（日语：長浦港）
- 海上自衛隊橫須賀基地船越地區（日语：横須賀基地 (海上自衛隊)）（自衛艦隊司令部、潛水艦隊司令部等）
- 橫須賀市立船越小學校（日语：横須賀市立船越小学校）
- 橫須賀市役所田浦行政中心
- 橫須賀船越郵便局
- 豐田汽車東日本（日语：トヨタ自動車東日本）橫須賀事業所
- Toshiba Litec（日语：東芝ライテック）本社
- 國道16號
- 鷹取山（日语：鷹取山 (横須賀市・逗子市)）
- 船越神社

### 可供轉乘的巴士路線
搭乘湘南京急巴士可至橫須賀市中心地帶和北部，搭乘京濱急行巴士可至橫須賀線田浦站和逗子站。在車站前的國道16號上有京急田浦站巴士站、不過，京濱急行巴士不經此站，若要搭乘須至步行5分的船越巴士站。
京急田浦站
八景線、安浦2丁目線 - 田浦站、橫須賀中央站方向／追濱站、金澤八景站方向
船越
八景線、安浦2丁目線 - 田浦站、橫須賀中央站方向／追濱站、金澤八景站方向
田浦線 - 田浦站方向／逗子站方向

## 相鄰車站
京濱急行電鐵
 本線
□早晨翼號、□京急翼號、■快特、■特急（金澤文庫站以北為快特）、■特急
通過
■普通
追濱（KK54）－京急田浦（KK55）－安針塚（KK56）

## 關連項目
- 日本鐵路車站列表

## 外部連結
- 京急田浦站（各站資訊） - 京濱急行電鐵